# Apostolepis multicincta
Apostolepis multicincta là một loài rắn trong họ Colubridae. Loài này được Harvey miêu tả khoa học đầu tiên năm 1999.